# Michal Desenský
Michal Desenský (né le 1er mars 1993) est un athlète tchèque, spécialiste du 200 m et du 400 m.

## Biographie
Son meilleur temps est de 21 s23 sur 200 m, obtenu le 24 juin 2012 à Prague. En salle, il a un temps de 21 s21 obtenu dans la même ville le 7 février 2016, ainsi que 46 s94, obtenu à deux reprises en 2016. Le 9 juillet 2016, il bat le record national du relais 4 × 400 m en séries des Championnats d'Europe à Amsterdam, en 3 min 2 s66, avec ses coéquipiers Jan Tesař, Pavel Maslák et Patrik Šorm et se classe ensuite 4e de la finale.
Il a obtenu la médaille d'argent du relais 4 × 100 m lors des Championnats d'Europe espoirs d'athlétisme 2015. Sur relais 4 × 400 m, il remporte la Première Ligue des Championnats d'Europe d'athlétisme par équipes 2015.